# Geelvinkbaai
De Geelvinkbaai of Golf van Irian (Indonesisch: Teluk Cendrawasih, dus ook wel Cenderawasihbaai of Paradijsvogelbaai) is een grote baai in het noordwesten van de Indonesische provincie Papoea, ten oosten van de provincie West-Papoea, tussen de Vogelkop en de monding van de rivier de Mamberamo.
De baai is ruim 300 kilometer breed. De kustlijn van Manokwari, in het noordwesten van de baai, tot Kaap d'Urville bij de monding van de Mamberamo is meer dan 700 kilometer lang. In de baai liggen Biak, de Padaido-eilanden, Supiori en Numfor (Numfoor), de eilandengroep die vroeger werd aangeduid als Schouteneilanden. Zuidelijker in de baai ligt het 140 kilometer lange eiland Japen (Yapen). Kleinere eilanden in de baai zijn Num (Pulau Num), Rumberpon, Waar (of Meoswaar), Roon en Kurudu. In het zuiden steekt het schiereiland Wandammen noordwaarts de baai in. Belangrijke plaatsen langs de kust zijn Manokwari, Ransiki, Wasior en Nabire.
De baai is vernoemd naar het fregat "De Geelvink" waarmee Jacob Weyland in 1705 door de baai voer. Oorspronkelijk werd de baai door Weyland De Grote Imbocht genoemd en een veel kleinere baai ten noordwesten van Manokwari kreeg de naam Geelvinkbaai, maar omdat later kaartenmakers de handgetekende kaart van Weyland verkeerd interpreteerden is de naam Geelvinkbaai foutief op de kaart terechtgekomen. Latere cartografen hebben zich hierop gebaseerd. Onder het Indonesische bewind heeft de baai de naam Paradijsvogelbaai gekregen, of in het Indonesisch Teluk Cenderawasih. Op sommige kaarten is de baai als Teluk Sarera aangeduid.
In de Geelvinkbaai komen uitgebreide koraalriffen voor. Delen van het gebied zijn uitgeroepen tot beschermd zeereservaat.